# Copris punctiventris
Copris punctiventris là một loài bọ cánh cứng trong họ Bọ hung (Scarabaeidae).